# Ferdinand Cloppenburg
Ferdinand Cloppenburg (* 18. April 1931 in Friesoythe) ist ein deutscher Politiker und Jurist. Cloppenburg studierte an der Universität Köln Rechts- und Staatswissenschaften und absolviert die Große juristische Staatsprüfung. Ab 1957 war er im niedersächsischen Justizdienst tätig, ab 1984 als Generalstaatsanwalt beim Oberlandesgericht Celle sowie zuletzt als Generalstaatsanwalt beim Oberlandesgericht Oldenburg. Vom 14. November 1972 bis 2. März 1984 war er ehrenamtlicher Bürgermeister von Friesoythe. Mit Ratsbeschluss vom 16. Juli 2007 wurde er zum Ehrenbürger seiner Heimatstadt ernannt.
Cloppenburg ist Mitglied der katholischen Studentenverbindung K.St.V. Alsatia Köln im KV.